# آلیتسیا یوشکیه‌ویچ
آلیتسیا یوشکیه‌ویچ (لهستانی: Alicja Juszkiewicz؛ زادهٔ ۲۴ اوت ۱۹۹۲) بازیگر و خواننده اهل لهستان است. وی دانش‌آموختهٔ مدرسه ملی فیلم ووچ است.
از فیلم‌ها یا مجموعه‌های تلویزیونی که وی در آن‌ها نقش داشته است، می‌توان به کمیسر آلکس و غیرمجازها اشاره نمود.